# Francis Everton
Pour les articles homonymes, voir Everton.
Francis Everton, pseudonyme de Francis William Stokes (1883-1956), est un auteur britannique de roman policier.

## Biographie
Il est le fils du fondateur de la fonderie de fer Stokes Casting Ltd., sise à Mansfield, dans le Nottinghamshire, une firme qui a fait la fortune de la famille. Ingénieur de formation, il occupe successivement divers postes de direction dans l’entreprise familiale. Tout comme les auteurs de romans policiers Freeman Wills Crofts et John Rhode qui étaient également ingénieurs, il développe en marge de ses activités professionnelles un goût pour l'écriture.
Entre 1927 et 1936, il adopte le pseudonyme de Francis Everton (sa mère est née Harriet Everton) pour publier six romans policiers, tous traduits en France, qui se démarquent de la production courante par leur souci du détail et l’importance accordée à la psychologie des personnages. Le Marteau fatal, par exemple, se déroule dans une  fonderie, un milieu qui n’avait pas de secrets pour Everton. Dans Insoluble (1934), il met en scène la jeune Annabel Strange, enseignante tout comme Edith May et Margaret Elizabeth Stokes, ses sœurs, et la narration du récit y est assumée par un avocat-conseil, comme l’était son frère, Arthur Meredith Stokes (1886-1965). Everton rend ainsi vraisemblable les motivations de ses personnages et donne un compte rendu fidèle des rouages de l’appareil judiciaire britannique. La dédicace du roman témoigne d’ailleurs des remerciements de l'auteur à son frère pour l’aide apportée.

## Œuvre

### Romans
- The Dale House Murder (1927) Publié en français sous le titre Le Meurtre de Dale House, Paris, Librairie des Champs-Élysées, Le Masque no 33, 1929
- The Hammer of Doom (1928) Publié en français sous le titre Le Marteau fatal, Paris, Librairie des Champs-Élysées, Le Masque no 65, 1930
- The Murder at Plenders ou Murder Throught the Window (1930) Publié en français sous le titre Le Crime de Plenders, Paris, Éditions R. Simon, coll. Police-Secours, 1935
- The Young Vanish (1932) Publié en français sous le titre L’Auberge de la jeunesse qui passe, Paris, Éditions R. Simon, coll. Police-Secours, 1936
- Insoluble (1934) Publié en français sous le titre Insoluble, Paris, Nouvelle Revue Critique, L’Empreinte no 79, 1935
- Murder May Pass Unpunished (1936) Publié en français sous le titre Crime impuni, Paris, Nouvelle Revue Critique, L’Empreinte no 131, 1937

## Sources
- Jacques Baudou et Jean-Jacques Schleret, Le Vrai Visage du Masque, Volume 1, Paris, Futuropolis, 1984, p. 179.